# Kadumanis
Kadumanis is een bestuurslaag in het regentschap Brebes van de provincie Midden-Java, Indonesië. Kadumanis telt 814 inwoners (volkstelling 2010).